# 五百峠

五百峠（ごひゃくとうげ）は、石川県小松市にある標高450mの峠である。

## 概要
小松市南部の西尾地区の最南部、郷谷川（一級河川梯川支流）の最上流部である尾小屋町と、新丸地区北端部であり、一級河川手取川の支流の1つである大日川沿いの丸山町との境に位置する。最頂部周辺はスギなどの木々が生い茂っているが、後述の五百峠トンネルを境に、トンネル北側は大倉岳（標高650.7m）を、南側は動山（ゆるぎやま・標高604.3m）や、遠く加賀平野を望むことができる。

## 歴史
木々が生い茂り、通行困難であった当峠を、斧500挺を使って切り開いたことから名づけられたと伝えられている。
かつてのルートは郷谷往来（郡道小松新丸線）と呼ばれ、現在の尾小屋町から、尾小屋鉱山資料館に併設されたポッポ汽車展示館付近に位置する白山市阿手町（旧石川郡鳥越村阿手）に至るルートとの交差点を南に分岐し、丸山道と呼ばれた集落跡や現在の大倉岳高原スキー場付近にあった500枚の小さな棚田を経て、更に20以上の九十九折りの急坂を行くものであったが、1919年（大正8年）以降10年に渡り、五百峠トンネルの開鑿などといった大工事を行い、自動車が通行できる現在のルートとなった。
このルートは郡道小松新丸線（郷谷往来）から新丸小松線（七十四號）として県道に認定され、その後丸山上本折線（64号）、主要地方道小松勝山線を経て、現在の国道416号となっている。新丸村の村制時代から小松市中心部へ至るメインルートである。

## 現況

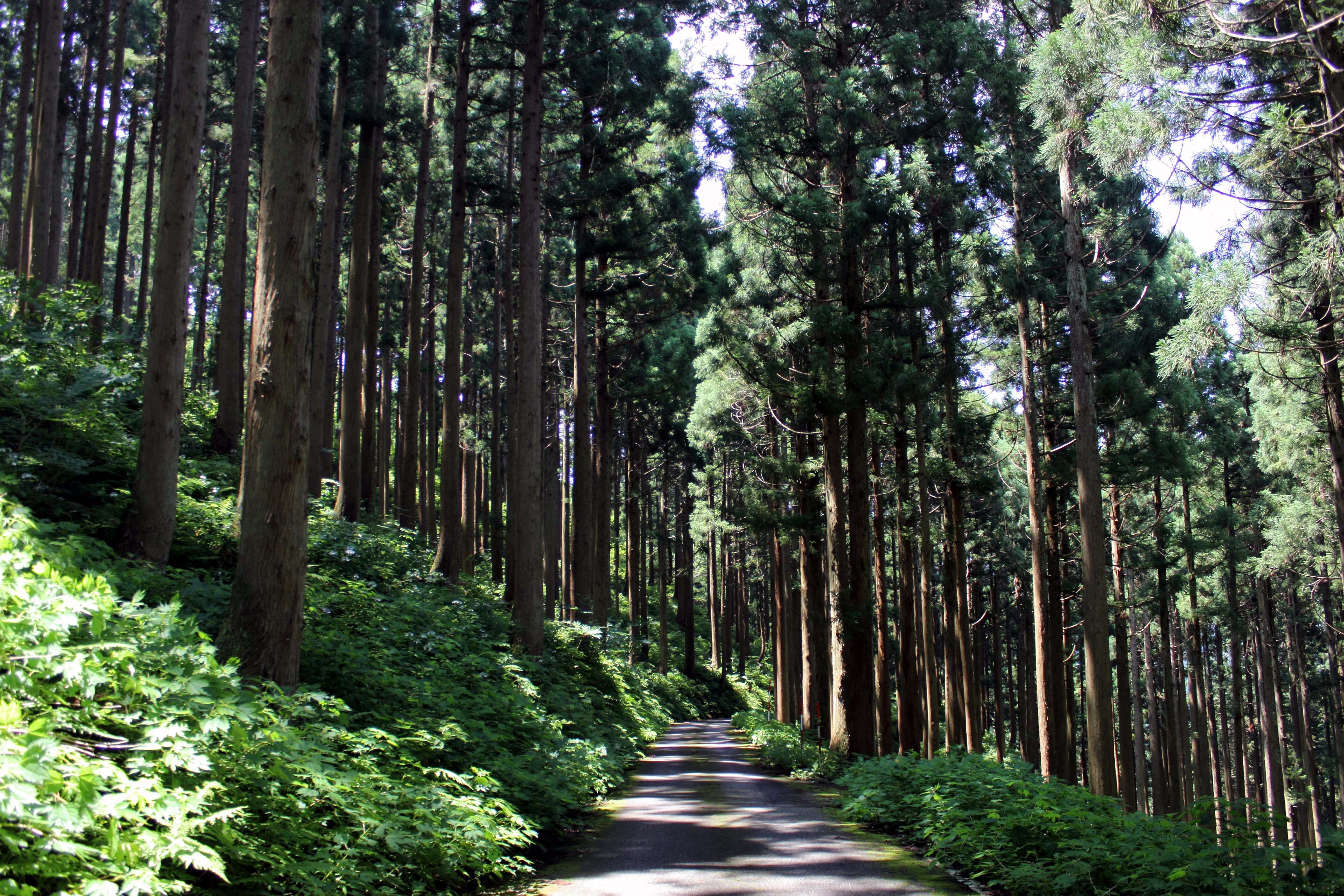
五百峠トンネル付近の様子

かつての郷谷往来は廃道となり、当時の五百峠を示す標識などは設置されていない。現在の峠道である国道416号の最頂部は分岐点となっており、大倉岳高原スキー場山頂部の無料休憩所であるホットハウスや綿谷に沿って大日湖（大日川ダム）に至る道路が通じている。このうち、綿谷に沿って大日湖畔へ通じる道路は、かつての県道深瀬尾小屋停車場線の一部であり、ダム湖に沈んだ小松市小原町のある大日湖畔へ至る。
峠に通じる国道416号の峠前後の車道は1車線の幅員である。峠北側はところどころに自動車が行き違いできる程度の拡幅が施されているものの、急坂急勾配の坂道が続き、また自動車の行き違いが困難な断崖絶壁の狭隘部も存在している。対照的に、峠南部は比較的緩い坂道で、見通しの良い直線区間もある。
新丸地区の過疎化が進行し、同地区全域が冬期無人集落となったことから、現在では当峠を含む尾小屋町以南の国道416号は、毎年12月上旬頃から翌年4月下旬頃まで閉鎖される。

## 五百峠トンネル

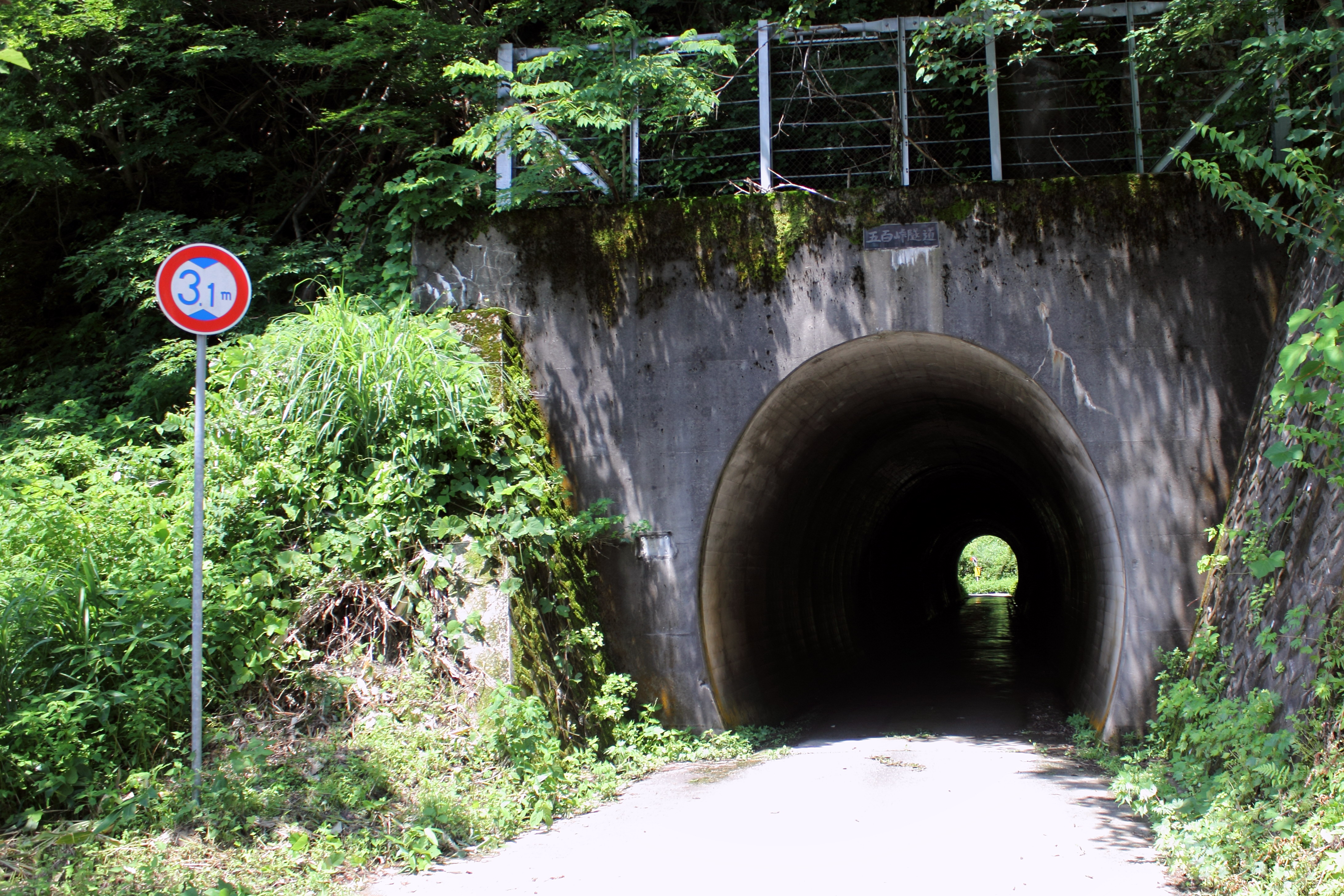
五百峠トンネル

五百峠の北にある、小松市尾小屋町に位置する国道416号のトンネルである。延長81m、総幅員3.4m。路面はコンクリートで舗装されており、平面線形は直線で、縦断勾配0.5％である。照明設備は無く、非常電話や消火器、火災報知機といった非常施設も設置されていない。有効高4.0mであるが、高さ制限3.1mの規制標識がトンネルの前後に、また尾小屋町の国道416号の異常気象時閉鎖（冬期閉鎖）ゲートにも同様の看板が標示されている。

## 周辺
- 大倉岳高原スキー場：1923年（大正12年）の開業当初は「尾小屋高原スキー場」と呼ばれていた。
- 大日川ダム